# Nashornpelikan
Der Nashornpelikan (Pelecanus erythrorhynchos) ist einer der größten Wasservögel der Welt.

## Merkmale
Der 127 bis 170 Zentimeter lange Nashornpelikan, mit einer Flügelspannweite von fast 3 m, ist weiß gefiedert mit schwarzen Flügelspitzen. Nach dem Kalifornienkondor ist er, der Flügelspannweite nach, der größte Vogel Nordamerikas.  Er erreicht ein Körpergewicht von 3,5 bis 13,6 Kilogramm. In der Paarungszeit entwickelt der Vogel einen gelben Schopf und am mächtigen orangefarbenen Schnabel einen bis zu 7 cm hohen, höckerförmigen Schnabelrücken. Dieser fällt im Sommer, nach Beendigung der Fortpflanzungszeit, wieder ab.

## Lebensraum und Verbreitung
Nashornpelikane leben überwiegend an großen Seen und in Küstengebieten der USA, Mexikos und Mittelamerikas. 
Die nördlichsten Vorkommen befinden sich an Stromschnellen des Slave River nahe Fort Smith im Grenzgebiet des Wood-Buffalo-Nationalparks am Südrand der Nordwest-Territorien Kanadas. Hier treffen Brutvögel Ende April ein; im September ziehen sie nach Süden an die Küsten der Vereinigten Staaten, Mexikos und Zentralamerikas.

## Lebensweise

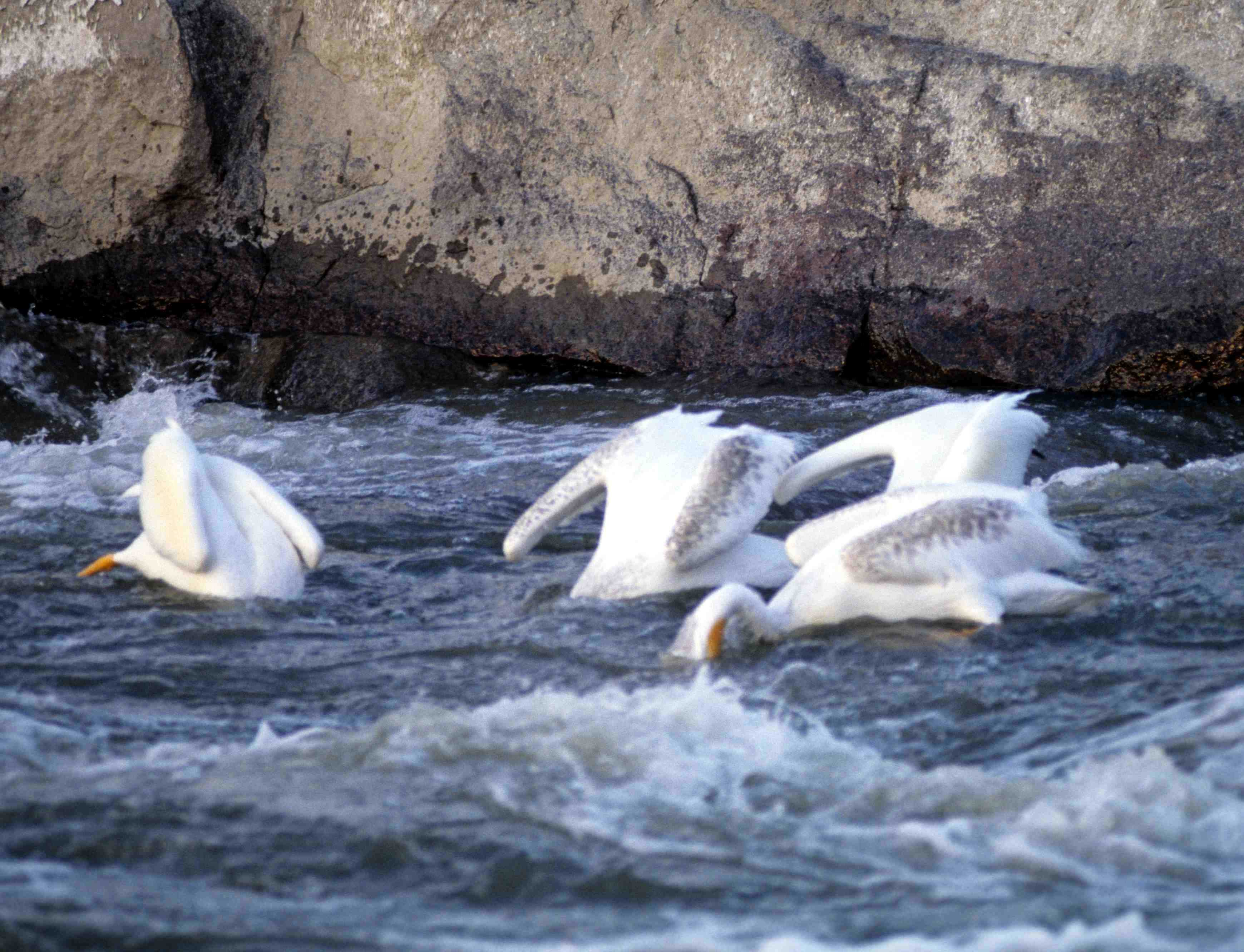
Gründelnde Nashornpelikane an den Rapids of the Drowned (Slave River nahe Fort Smith)

Der Nashornpelikan ist ein äußerst geselliger Vogel, der nicht nur in großen Kolonien lebt, sondern auch gemeinschaftlich auf Beutefang geht. Mehrere Tiere kreisen dabei einen Fischschwarm ein und jagen ihn in flaches Wasser, bevor sie ihre Beutetiere mit weit geöffnetem Schnabel aus dem Wasser schöpfen. Die Beute wird im Ganzen verschlungen. Beim Jagen taucht der Nashornpelikan anders als der Braunpelikan nicht völlig unter Wasser, sondern gründelt. Neben Fischen zählen auch Amphibien und Krebstiere zu seiner Nahrung.

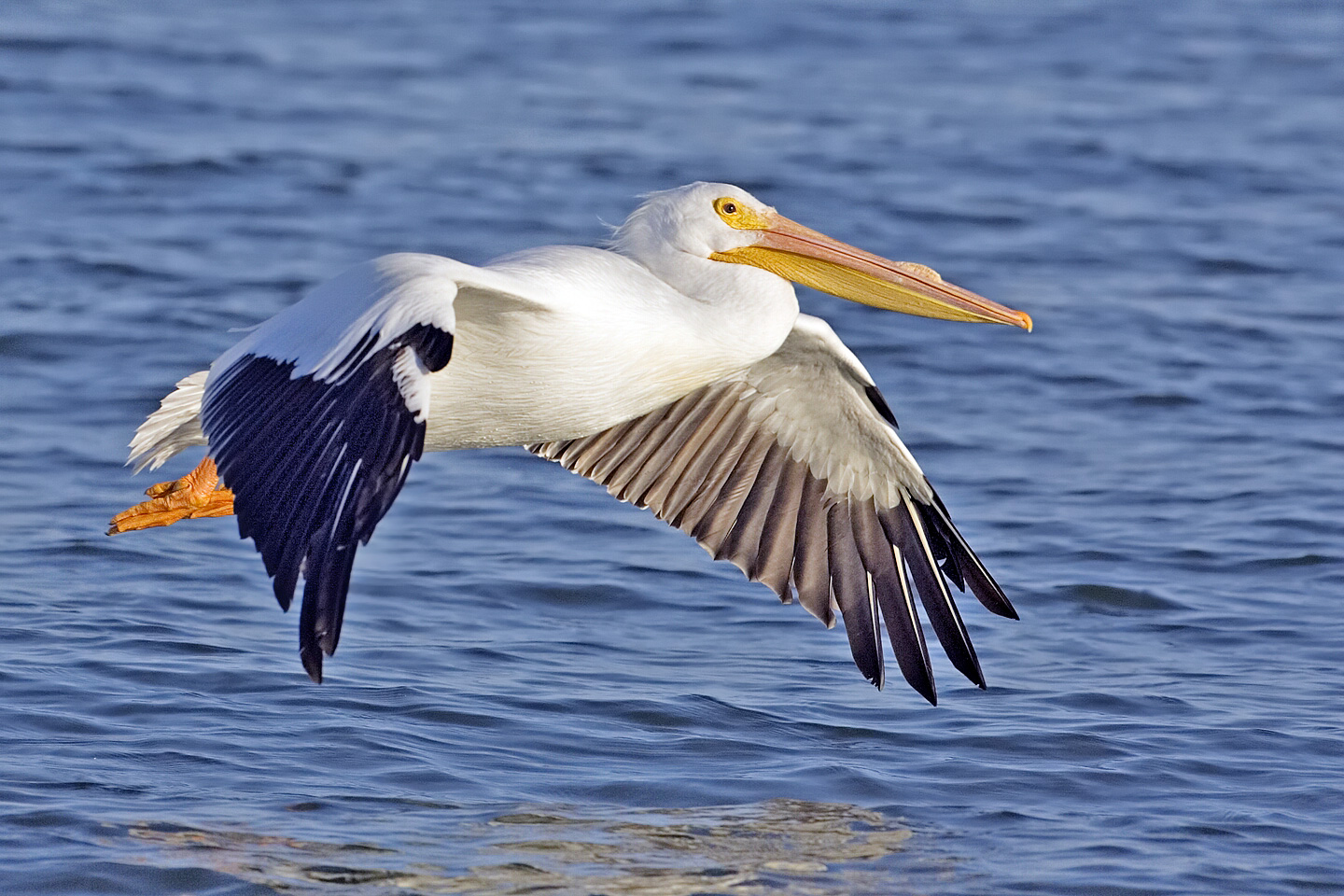
Nashornpelikan im Flug, deutlich zu erkennen das Horn auf dem Oberschnabel, das diese Art während der Fortpflanzungszeit trägt.

Der Nashornpelikan brütet in Kolonien mit mehreren Hundert Brutpaaren. In dem Nest, einem Erdhügel am Boden, werden 2 – 3 Eier etwa 30 Tage lang von beiden Elterntieren bebrütet. Die Jungvögel sind nach 70 Tagen flügge. Werden die Kolonien durch menschliche Besucher gestört, bricht der Vogel das Brüten ab.
In Menschenobhut haben Nashornpelikane bereits in einem Lebensalter von drei Jahren erfolgreich Nachwuchs groß gezogen.

## Einzelbelege
1. ↑  W. Grummt, H. Strehlow (Hrsg.): Zootierhaltung Vögel. Verlag Harri Deutsch, Frankfurt am Main 2009, ISBN 978-3-8171-1636-2. S. 79
2. ↑  W. Grummt, H. Strehlow (Hrsg.): Zootierhaltung Vögel. Verlag Harri Deutsch, Frankfurt am Main 2009, ISBN 978-3-8171-1636-2. S. 81.